# Sphenomorphus cyanolaemus
Sphenomorphus cyanolaemus — вид сцинкоподібних ящірок родини сцинкових (Scincidae). Мешкає в Південно-Східній Азії.

## Поширення і екологія
Sphenomorphus cyanolaemus мешкають на Малайському півострові, Суматрі і Калімантані та на Ментавайських островах, на території Малайзії, Індонезії і Брунею. Вони живуть в первинних і вторинних діптерокарпових тропічних лісах, на висоті від 50 до 850 м над рівнем моря. переважно на висоті від 250 до 650 м над рівнем моря. Відкладають яйця.